# Lakes by the Bay
Lakes by the Bay és una concentració de població designada pel cens dels Estats Units a l'estat de Florida. Segons el cens del 2000 tenia 9.055 habitants.

## Demografia
Segons el cens del 2000, Lakes by the Bay tenia 9.055 habitants, 3.271 habitatges, i 2.319 famílies. La densitat de població era de 720,9 habitants/km².
Dels 3.271 habitatges en un 40,7% hi vivien nens de menys de 18 anys, en un 54,4% hi vivien parelles casades, en un 12,4% dones solteres, i en un 29,1% no eren unitats familiars. En el 23,1% dels habitatges hi vivien persones soles el 10,1% de les quals corresponia a persones de 65 anys o més que vivien soles. El nombre mitjà de persones vivint en cada habitatge era de 2,77 i el nombre mitjà de persones que vivien en cada família era de 3,3.
Per edats la població es repartia de la següent manera: un 29% tenia menys de 18 anys, un 7,8% entre 18 i 24, un 35,7% entre 25 i 44, un 18,7% de 45 a 60 i un 8,7% 65 anys o més.
L'edat mediana era de 33 anys. Per cada 100 dones de 18 o més anys hi havia 88,3 homes.
La renda mediana per habitatge era de 49.236 $ i la renda mediana per família de 53.616 $. Els homes tenien una renda mediana de 37.129 $ mentre que les dones 30.049 $. La renda per capita de la població era de 20.708 $. Entorn del 7,8% de les famílies i el 10,1% de la població estaven per davall del llindar de pobresa.

## Poblacions més properes
El següent diagrama mostra les poblacions més properes.